# Il Divo
Il Divo — интернациональный квартет поп-исполнителей с консерваторской подготовкой и оперными голосами, занесённый в книгу рекордов Гиннесса (в 2006 году) как самый коммерчески успешный международный поп-проект.

## История
Инициатором создания квартета был Саймон Коуэлл — британский музыкальный продюсер, известный благодаря работе с командой Westlife и участием в создании телешоу «American Idol». Вдохновлённый совместной записью Андреа Бочелли и Сары Брайтман, он решил создать интернациональный поп-квартет, участники которого пели бы как «три тенора», а выглядели как модели «Armani». Кастинг проводился в течение двух лет в Испании, Швейцарии, Франции и США — в каждой стране было выбрано по участнику: испанский баритон Карлос Марин, швейцарский тенор Урс Бюлер, французский поп-певец Себастьен Изамбар и американский тенор Дэвид Миллер.
Дебютный альбом Il Divo поступил в продажу в 2004 году и отметился на первом месте во многих национальных чартах. В следующем году последовал диск Ancora (1-е место в Великобритании, 1-е место в США). Группа записывается на английском, испанском, итальянском, латинском и французском языках. Их стиль можно определить как гибрид традиционной поп-музыки с оперой. Они записывались в дуэте с Селин Дион и Тони Брэкстон (с которой исполнили официальный гимн Чемпионата мира по футболу 2006). В том же году приняли участие в североамериканском турне Барбары Стрейзанд в качестве специальных гостей. Турне принесло рекордные сборы в размере $ 92,5 млн.
В 2011 году Il Divo выступали с концертом на стадионе «Дефенсорес дель Чако» в столице Парагвая, Асунсьоне перед 34 тысячами зрителей.
В 2005 году группа получила две премии IFPI Platinum Europe Awards. Il Divo были названы победителями в номинации «Артист или коллектив десятилетия» музыкальной премии Classical BRIT Awards за 2011 год.
В настоящее время группа продолжает регулярные выступления и проводит турне по различным городам и регионам мира. Так, в 2012 году были даны концерты в Джакарте, Сиднее, Кейптауне, Токио, Нью-Йорке и др. В сентябре 2012 года, в рамках мирового турне коллектив Il Divo приехал в Россию; группа провела выступления 30 сентября и 1 октября. Весной 2013 года состоялся тур по городам Германии, стран Скандинавии и Бенилюкса совместно с Кэтрин Дженкинс. Май 2013 года — тур по городам США. В июне состоялись выступления в Минске, Киеве, Москве и на Дворцовой площади Санкт-Петербурга, в июле — на «Новой волне» в Юрмале. В 2014 году в рамках мирового турне в поддержку нового альбома Il Divo снова посетили Россию. Концерты прошли 12 сентября в Москве, Санкт-Петербурге, Казани, Самаре, Уфе, Екатеринбурге, представив слушателям свою версию знаменитых мюзиклов. 5 июля 2015 года коллектив выступил с концертной программой «A Musical Affair» в Астане. Альбом A Musical Affair посвящён хитам из всемирно известных мюзиклов. В сентябре 2015 года группа анонсировала свой очередной, седьмой по счёту, альбом — Amor & Pasión.
Новый альбом группы, Timeless, увидел свет в 2018 году. 16 июля 2021 выходит в свет новый альбом — For Once in My Life: A Celebration of Motown, посвящённый хитам американской музыки, записанной в своё время на студии Motown Records. В декабре 2021 года группа потеряла Карлоса Марина, который ушёл из жизни после заболевания Covid-19. Его заменил баритон из США, Стивен Лабри.

## Состав

### Дэвид Миллер
Дэвид Миллер — тенор из США, выпускник Оберлинской консерватории в Огайо, где он получил степень бакалавра по специальности «вокал» и степень магистра по специальности «оперный театр». С начала 2000-х годов живёт в Нью-Йорке; за это время исполнил более 45 главных ролей в различных оперных и музыкальных постановках в театрах Южной и Северной Америки, Австралии и Европы, в том числе роль Тони в «Вестсайдской истории» в миланском театре «Ла Скала». Последней его ролью была роль Родолфо в нашумевшей постановке База Лурмана «Богемы» Джакомо Пуччини.

### Себастьен Изамбар
Себастьен Изамбар — родом из Франции, единственный без вокального образования в группе. Он также является состоявшимся композитором, играющим на гитаре и пианино. Он родился в Париже и работал со многими французскими артистами. В 2001 году он выступил на концертах Джонни Холлидея в качестве гостя в концертном зале «Олимпия» при полных аншлагах. В 2002 году Себастьян сыграл одну из главных ролей в мюзикле Рикардо Коччанте «Маленький принц». Он работал над сольным альбомом, когда стал членом группы в 2003 году.

### Урс Бюлер
Урс Бюлер — тенор из Швейцарии, начал петь на публике в 17 лет, будучи в составе группы Conspiracy (рус. Заговор), игравшей хард-рок в его родном городе Люцерне, где он посещал Академию церковной музыки (англ. Academy for School and Church Music). Позже он переехал в Амстердам, где под руководством Удо Райнеманна занимался вокалом в Амстердамской консерватории. Также Урс брал частные уроки у шведского тенора Йёсты Винберга и французского тенора Кристиана Паписа. В дополнение к сезону на Зальцбургском фестивале, где он пел в хоре под руководством Клаудио Аббадо, Урс провёл последние 7 лет в Голландии, принимая участие в ораториях и выступая в Нидерландской Опере.

### Карлос Марин
Карлос Марин — баритон из Испании, проживающий в Мадриде, он завоевал значительную репутацию, исполняя главные роли в испанских версиях мюзиклов «Отверженные», «Человек из Ла Манчи» и «Красавица и Чудовище». После мастер-классов по вокалу Альфредо Крауса, Монсеррат Кабалье и Джакомо Арагаля Карлос покорил публику в других странах мира и получил признание критиков как баритон во многих операх, в том числе, в таких известных произведениях, как «Травиата», «Севильский цирюльник», «Богема» и «Мадам Баттерфляй». Скончался 19 декабря 2021 года.

## Дискография

### Студийные альбомы
1. 2004 — Il Divo
2. 2005 — Ancora
3. 2006 — Siempre
4. 2008 — The Promise
5. 2011 — Wicked Game
6. 2013 — A Musical Affair
7. 2015 — Amor & Pasión[англ.]
8. 2018 — Timeless[исп.]
9. 2021 — For Once in My Life: A Celebration of Motown[11]

### Special Christmas
1. 2005 — The Christmas Collection

### Сборники
1. 2012 — The Greatest Hits

### Концертные альбомы
1. 2009 — An Evening with Il Divo - Live in Barcelona
2. 2014 — Live in Japan[англ.]

### Специальные выпуски
1. 2005 — Il Divo. Gift Edition
2. 2006 — Christmas Collection. The Yule Log
3. 2008 — The Promise. Luxury Edition
4. 2011 — Wicked Game. Gift Edition
5. 2011 — Wicked Game. Limited Edition Deluxe Box Set
6. 2012 — The Greatest Hits. Gift Edition
7. 2012 — The Greatest Hits Deluxe Edition
8. 2014 — A Musical Affair. Exclusive Gift Edition
9. 2014 — A Musical Affair. French Versión

### Синглы
- Mama[англ.] (2005)
- Un-Break My Heart (2005)
- O Holy Night (2005)
- I Believe in You (2006)
- The Time of Our Lives (Il Divo и Тони Брэкстон)[англ.] (2006)
- Nights in White Satin (2006)
- Amazing Grace (2008)
- Wicked Game (Melanchonia) (2011)
- Por una cabeza (2015)
- Si voy a perderte[англ.] (Don’t wanna lose you) (2015)
- Bésame mucho (2015)
- Abrázame[англ.] (2015)
- Quizás, quizás, quizás (2015)
- For Once In My Life (2021)